# Hvalvík
Hvalvík (dánul: Kvalvig) település Feröer Streymoy nevű szigetén. Közigazgatásilag Sundini községhez tartozik.

## Földrajz

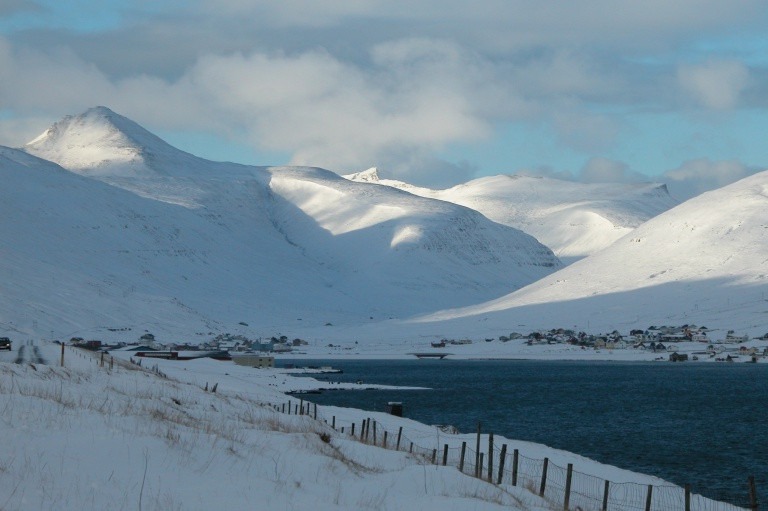
Hvalvík télen

A falu Streymoy keleti partján fekszik egy völgyben. A szomszédos Streymnestől a Stórá patak választja el.

## Történelem
Első írásos említése az 1350-1400 között írt Kutyalevélben található.
A település hagyományos fatemploma 1829-ben épült, így ez a legrégebbi ebből a típusból Feröeren. Építője Joen Michelsen velbastaðuri ács volt, aki később több más templomépítésben is közreműködött. Az 1700 körül épült régi templomot egy vihar lerombolta, ezért vált szükségessé a megépítése. A szószék 1609-ben készült, korábban a tórshavni templomban volt.
2005. január 1-je óta Sundini község része, előtte Hvalvík községhez (Hvalvíkar kommuna) tartozott.

## Népesség
| Év              | Lakosság |
| --------------- | -------- |
| 1986. január 1. | 189      |
| 1991. január 1. | 191      |
| 1996. január 1. | 155      |
| 2001. január 1. | 197      |
| 2006. január 1. | 209      |

## Közlekedés
Hvalvík közúti csomópont: itt ágazik ki a Saksun felé vezető út a Streymoy keleti partján észak-déli irányban végigfutó főútból, amelyen dél felé Tórshavn, észak felé pedig Haldarsvík és környéke, valamint a Streymin-hídon át Eysturoy érhető el. A települést érinti a 400-as buszjárat.